# Synadenium cupulare
Synadenium cupulare là một loài thực vật có hoa trong họ Đại kích. Loài này được L.C. Wheeler miêu tả khoa học đầu tiên.